# Marija Michailowna Stepanowa

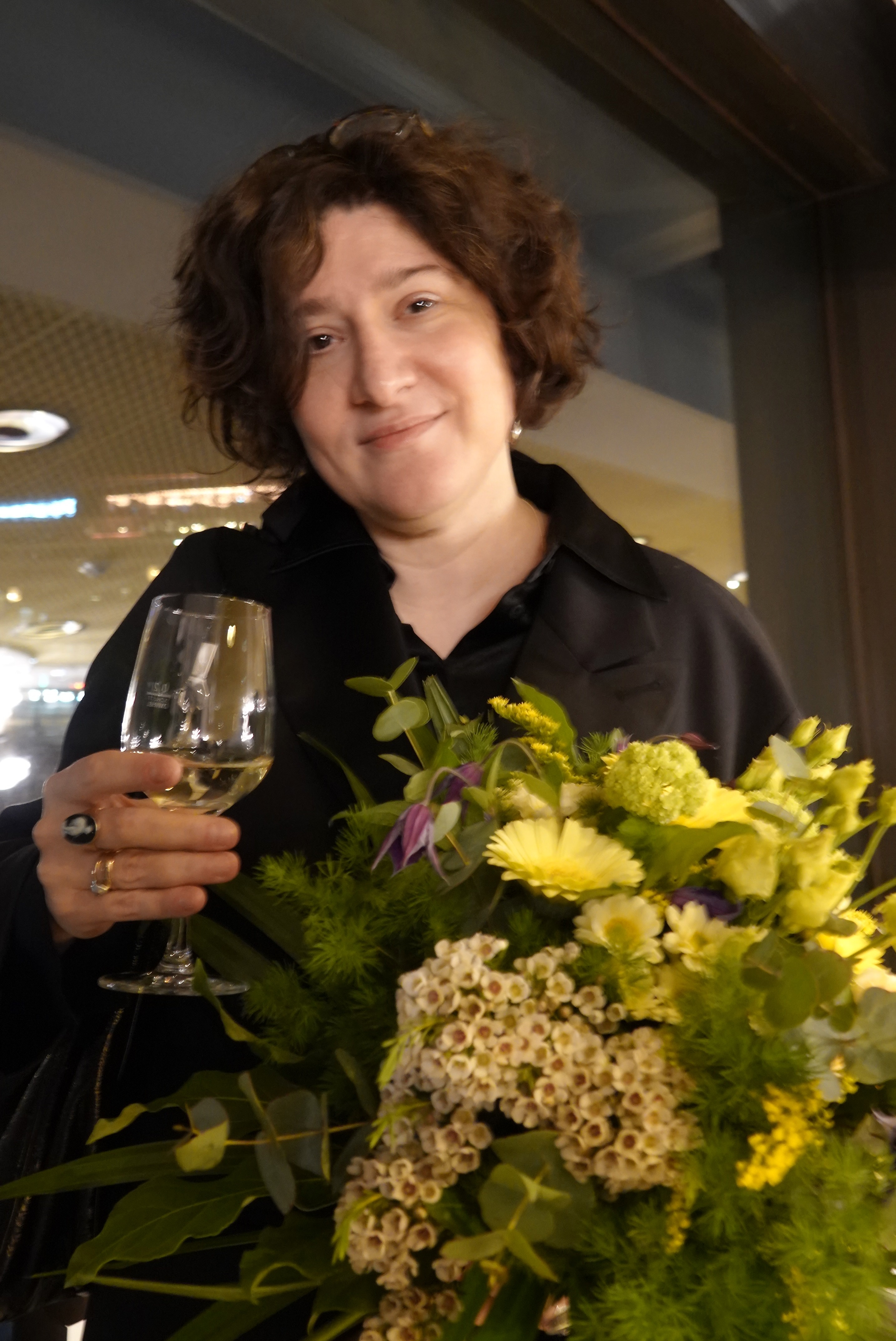
Marija Stepanowa nach der Verleihung des Leipziger Buchpreises zur Europäischen Verständigung 2023

Marija Stepanowa, auch Maria Stepanova (russisch Мария Михайловна Степанова, * 9. Juni 1972 in Moskau), ist eine russische Schriftstellerin, Lyrikerin und Essayistin.

## Leben
Stepanowa absolvierte 1995 ein Studium am staatlichen Maxim-Gorki-Literaturinstitut, einer Hochschule für literarisches Schaffen und künstlerisches Übersetzen in Moskau. Von 2007 bis 2012 leitete sie das Internetportal OpenSpace.ru. Seit 2012 arbeitet sie als Chefredakteurin des Onlinemagazins Colta.ru, auf dem Themen aus Kultur, Gesellschaft und Politik behandelt werden. Stepanowa war 2018 Gastdozentin der Siegfried-Unseld-Professur an der Humboldt-Universität zu Berlin.
Im März 2022 gehörte Stepanowa zu den Unterzeichnern eines Appells russischsprachiger Schriftsteller an alle Russisch sprechenden Menschen, innerhalb Russlands die Wahrheit über den Krieg in der Ukraine zu verbreiten.
Anfang Dezember 2022 wurde bekanntgegeben, dass Stepanowa für ihren Lyrikband Mädchen ohne Kleider der Leipziger Buchpreis zur Europäischen Verständigung 2023 zuerkannt wurde, dessen Überreichungszeremonie traditioneller Bestandteil der Leipziger Buchmesse ist. Stepanowa lebt und arbeitet (Stand Dezember 2022) am Berliner Wissenschaftskolleg.

## Literarisches Werk
Stepanowa ist Autorin von zahlreichen Essay- und Gedichtsammlungen. Ihre Texte wurden in mehrere Sprachen übersetzt und ihre Bücher wurden mit verschiedenen Preisen ausgezeichnet.
Ihr erster Roman Nach dem Gedächtnis sorgte für Furore unter den Kritikern und Lesern in Russland und erhielt 2018 den Bolschaja-Kniga-Preis. Der Familien-Roman stellt eine Mischung aus Bericht, Erzählung, Dokumente-Montage und Reflexion dar. Das Hauptthema des Buches ist die Aufarbeitung des Gedächtnisses im Lande, wo das Regime sowohl die persönliche als auch die historische Kollektiv-Erinnerung auslöschen wollte. Die Autorin will sich in ihrem Roman dem Erinnerungsverbot und kollektivem Gedächtnisverlust widersetzen. Stepanova geht auf die Spuren ihrer Familienangehörigen, die glücklicherweise alle Gefahren des russischen 20. Jahrhunderts überlebt haben, und versucht anhand von erhaltenen Briefen, Fotos und Recherchereisen eine wenig spektakuläre Familiengeschichte zusammenzusetzen und Einzelschicksale zu erkennen. „Bei allen anderen bestand die Familie aus Teilnehmern der Geschichte, bei mir nur aus ihren Untermietern“, schreibt die Autorin und formuliert die „Überlebensstrategie“: „Kurios war dabei, dass meine Großmütter und -väter einen beträchtlichen Teil ihrer Energie darauf verwendet hatten, unsichtbar zu bleiben. Möglichst unauffällig zu werden, im häuslichen Dunkel unterzutauchen, sich abseits zu halten von der Weltgeschichte mit ihren überlebensgroßen Narrativen und ihrer Fehlertoleranz von ein paar Millionen Menschenleben.“
Die deutsche Übersetzung des Romans erschien 2018 im Suhrkamp Verlag (aus dem Russischen von Olga Radetzkaja) und wurde von Rezensenten als ein wichtiges Ereignis in der heutigen russischen Literatur gewürdigt. „Maria Stepanovas Nach dem Gedächtnis ist ein vielschichtiger, von Zweifeln grundierter Essay über das Wesen des Erinnerns“, schrieb in ihrer Rezension Wiebke Porombka in der Frankfurter Allgemeinen Zeitung. „Das aufgezwungene Verleugnen der eigenen Existenz – wie es auch in den zahlreichen politischen Fragebögen und selbstverfassten und modifizierten Lebensläufen ihrer Verwandten, die Stepanova zitiert, geschieht –, die ständige Gefahr, dass das, was in einem Moment lebensrettend ist, unter gewandelten politischen Verhältnissen zum Verhängnis werden kann, macht die stille Seite der Katastrophe des russischen zwanzigsten Jahrhunderts aus, der Stepanova mit ihrem Buch ein Denkmal setzen will.“
Der Rezensent der Neuen Zürcher Zeitung hob in seiner Besprechung die Stil-Besonderheiten des Romans hervor: „Maria Stepanova sind die Sofaformen klassischen Erzählens zuwider. Die Wahrheit liegt für sie in Diskontinuität und Lückenhaftigkeit. […] Tiefe Menschlichkeit und überragender Scharfsinn prägen dieses Buch, das höchste Belehrung und höchsten Genuss bietet. Dabei ist es die überaus lebendige, sinnliche Sprache, welche die Zentrifugalkräfte des Buches zusammenhält. Die Lyrikerin Stepanova findet Metaphern und Dingsymbole von poetischer Leichtigkeit und intellektueller Eleganz. Nicht zuletzt aber bewahrt sie der Humor davor, einem blinden Kult der Vergangenheit zu verfallen.“

## Auszeichnungen und Nominierungen
- 2005 Andrei Belyj Preis
- 2006 Hubert-Burda-Preis für junge osteuropäische Lyrik
- 2011 Preis Lerici Pea Mosca (Italien-Russland)
- 2018 Bolschaja-Kniga-Preis in Russland für Nach dem Gedächtnis
- 2019 NOS-Preis für Nach dem Gedächtnis
- 2020 Brücke Berlin Literatur- und Übersetzerpreis für Nach dem Gedächtnis (zusammen mit der Übersetzerin Olga Radetzkaja)
- 2021: Nominierung von In Memory of Memory für den International Booker Prize (Shortlist)
- 2021: Nominierung von In Memory of Memory für den Baillie Gifford Prize (Longlist)
- 2022: Prix du Meilleur livre étranger, Kategorie Essay, für En mémoire de la mémoire
- 2023: Leipziger Buchpreis zur Europäischen Verständigung für Mädchen ohne Kleider

## Werke in deutscher Übersetzung
- Nach dem Gedächtnis. Roman. Aus dem Russischen von Olga Radetzkaja. Suhrkamp Verlag, Berlin 2018, ISBN 978-3-518-42829-0.
- Der Körper kehrt wieder. Gedichte. Aus dem Russischen von Olga Radetzkaja. Suhrkamp Verlag, Berlin 2020, ISBN 978-3-518-42967-9.
- Mädchen ohne Kleider. Gedichte. Aus dem Russischen von Olga Radetzkaja. Suhrkamp, Berlin 2022, ISBN 978-3-518-43060-6.
- Winterpoem 20/21. Священная Зима 20/21. Russisch und deutsch, übersetzt von Olga Radetzkaja. Suhrkamp, Berlin 2023, ISBN 978-3-518-22547-9.
- Im Innern eines Vokals. Aus dem Russischen von Olga Radetzkaja. Lyrik Kabinett (Münchner Reden zur Poesie), München 2024. ISBN 978-3-938776-65-0.
- Der Absprung. Roman. Aus dem Russischen von Olga Radetzkaja. Suhrkamp Verlag, Berlin 2024, ISBN 978-3-518-43197-9.